# HD96616
HD96616 — подвійна зоря. 
Ця подвійна система має видиму зоряну величину в смузі V приблизно 5,3.
Вона розташована на відстані близько 283,6 світлових років від Сонця.

## Подвійна зоря
Головна зоря цієї системи належить до хімічно пекулярних зір й має спектральний клас A3.
В той же час спектральний клас іншої компоненти залишається  ще не визначеним.

## Фізичні характеристики
Телескоп Гіппаркос зареєстрував фотометричну змінність  даної зорі з періодом    2,43 доби в межах від  Hmin= 5,18 до  Hmax= 5,14.

## Магнітне поле
Спектр даної зорі вказує на наявність магнітного поля у її зоряній атмосфері.
Напруженість повздовжної компоненти поля оціненої з аналізу
становить   90,0± 740,0 Гаус.